# Charles Fuchs
Carl Friedrich Fuchs (* 28. Oktober 1803 in Bordeaux; † 5. März 1874 in Hamburg) war Lithograf und Fotograf in Hamburg.

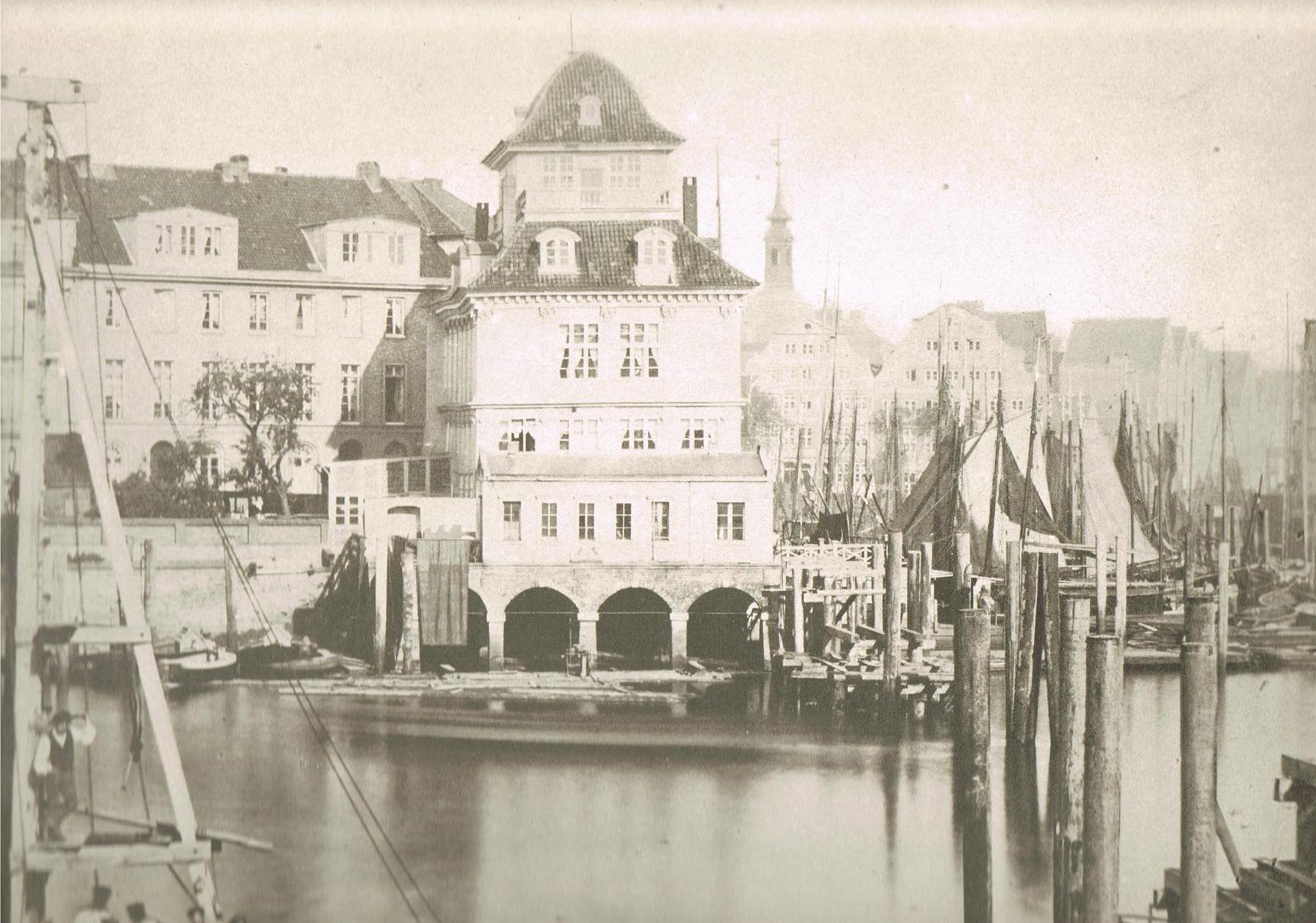
Charles Fuchs, Das Baumhaus (von Kehrwieder aus), 1848

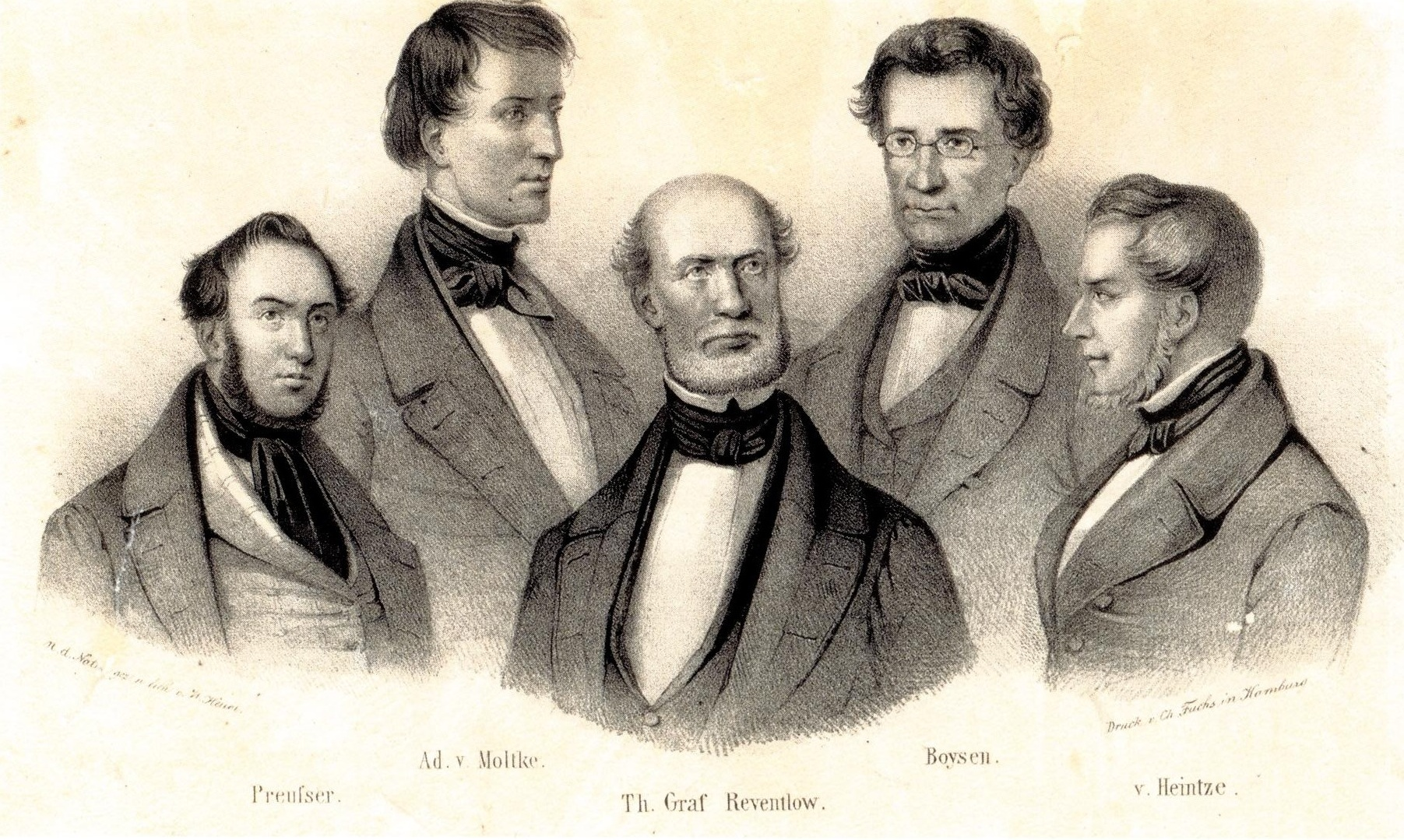
Charles Fuchs, Lithographie Gemeinsame Regierung Schleswig-Holstein 1849

## Leben
Carl Friedrich Fuchs wuchs zu Beginn des 19. Jahrhunderts in Hamburg unter schwierigen familiären Verhältnissen auf. Über nicht immer bekannte Stationen kam er als 25-Jähriger nach Frankfurt am Main. Dort erlernte er bei dem aus Straßburg stammenden Fr. Emile Simon die Kunst des Lithografierens. Wenig später heiratete er dessen Tochter und französisierte seinen Vornamen.

### Lithographisches Institut von Charles Fuchs
Um 1832 eröffnete Charles Fuchs in Hamburg ein Lithografisches Institut, da 1828 das Privileg der Familie Speckter gefallen war, als einzige Steindrucke herstellen zu dürfen. Schnell gelang es Fuchs, zu einem der bedeutendsten Lithografen Hamburgs aufzusteigen – neben den Brüdern Christoffer, Cornelius und Peter Suhr.
Nach dem Tode von Charles Fuchs in 1874 führte ein Schwiegersohn die lithografische Anstalt bis kurz nach der Jahrhundertwende weiter. Zahlreiche Stadt- und Gebäudeansichten von Hamburg, die der Volksmund „Hamburgensie“ nennt, tragen rechts unten den Schriftzug „Druck des Lith. Inst. v. Ch. Fuchs, Hamburg“ und sind bis heute erhalten. Friedrich Wilhelm Graupenstein ließ seine Lithografien in der Anstalt drucken, sodass auch Porträts vieler Hamburger Persönlichkeiten den Schriftzug tragen.

## Porträts
- Porträt Charles Fuchs, Ch. Fuchs (Hamburg), Lithographische Anstalt, (Faktischer Entstehungsort:) Hamburg um 1840, Lithographie, 308 × 253 mm, (online Digitaler Porträtindex, Bildarchiv Foto Marburg)